# Gamarra (Colômbia)

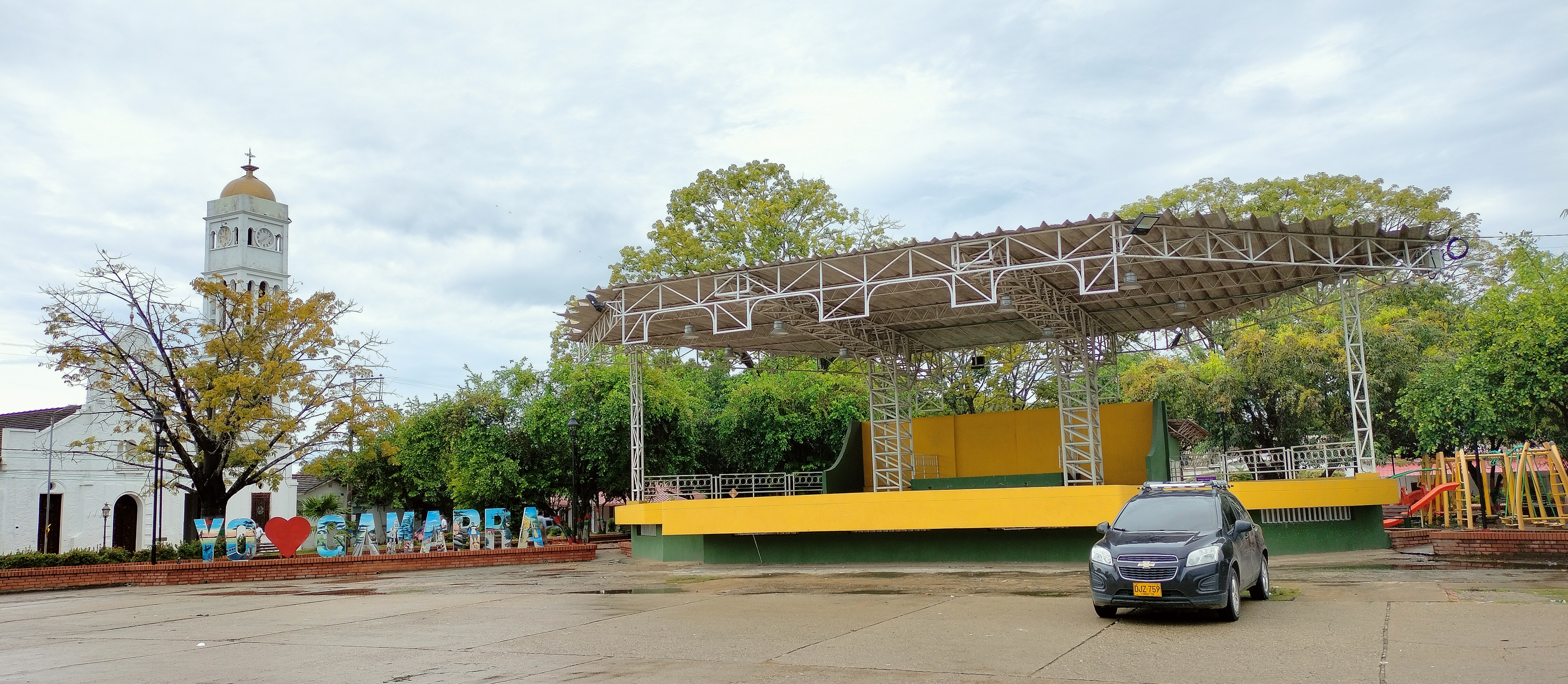
Parque central gamarra

Gamarra é um município da Colômbia, localizado no departamento de Cesar.